# تونس في الألعاب الأولمبية الصيفية 1964
شاركت تونس في الألعاب الأولمبية الصيفية 1964 التي أقيمت في طوكيو باليابان.

## الفائزين بالميداليات
| الميدالية | الرياضة | الفئة              | الرياضي      |
| --------- | ------- | ------------------ | ------------ |
|           | ركض     | 10000متر           | محمد القمودي |
|           | ملاكمة  | وزن ما دون 63,5 كغ | حبيب قلحية   |

## مقالات ذات صلة
- تونس في الألعاب الأولمبية

## وصلات خارجية
- الموقع الرسمي للجنة الوطنية الأولمبية التونسية.
- تونس في الموقع الرسمي للجنة الأولمبية الدولية.